# Теорія стаціонарного Всесвіту
Теорія стаціонарного всесвіту — космологічна модель, за якою Всесвіт існував вічно й не змінювався, при чому його розширення компенсується постійним творенням речовини. Ця модель, сформульована наприкінці 1940-их, довгий час конкурувала з теорією Великого вибуху, однак нові астрофізичні дані, зокрема відкриття реліктового випромінювання, призвели до її дискредитації і до затвердження думки про скінченний вік Всесвіту.
Першим ідею про постійне творення речовини, що могло б забезпечити незмінність Всесвіту, висловив Джеймс Джинс . У 1948 її доповнили Фред Гойл, Томас Голд та Германн Бонді. Думка приваблювала тим, що відповідала концепції так званого «досконалого космологічного принципу», який постулює, що Всесвіт однаковий не тільки повсюди, а й у всі часи, тобто він ніколи не виникав. З іншого боку, теорія Великого вибуху залишає без відповіді природне запитання, що було до нього. Відкриття фонового реліктового випромінювання, втім, було експериментальним свідченням того, що Всесвіт еволюціонував.

## Виноски
1. ↑  Astronomy and Cosmogony, Cambridge U Press, p 360
2. ↑  steady-state theory (cosmology) -- Britannica Online Encyclopedia. Архів оригіналу за 15 травня 2013. Процитовано 26 жовтня 2012.